# سوق الورد

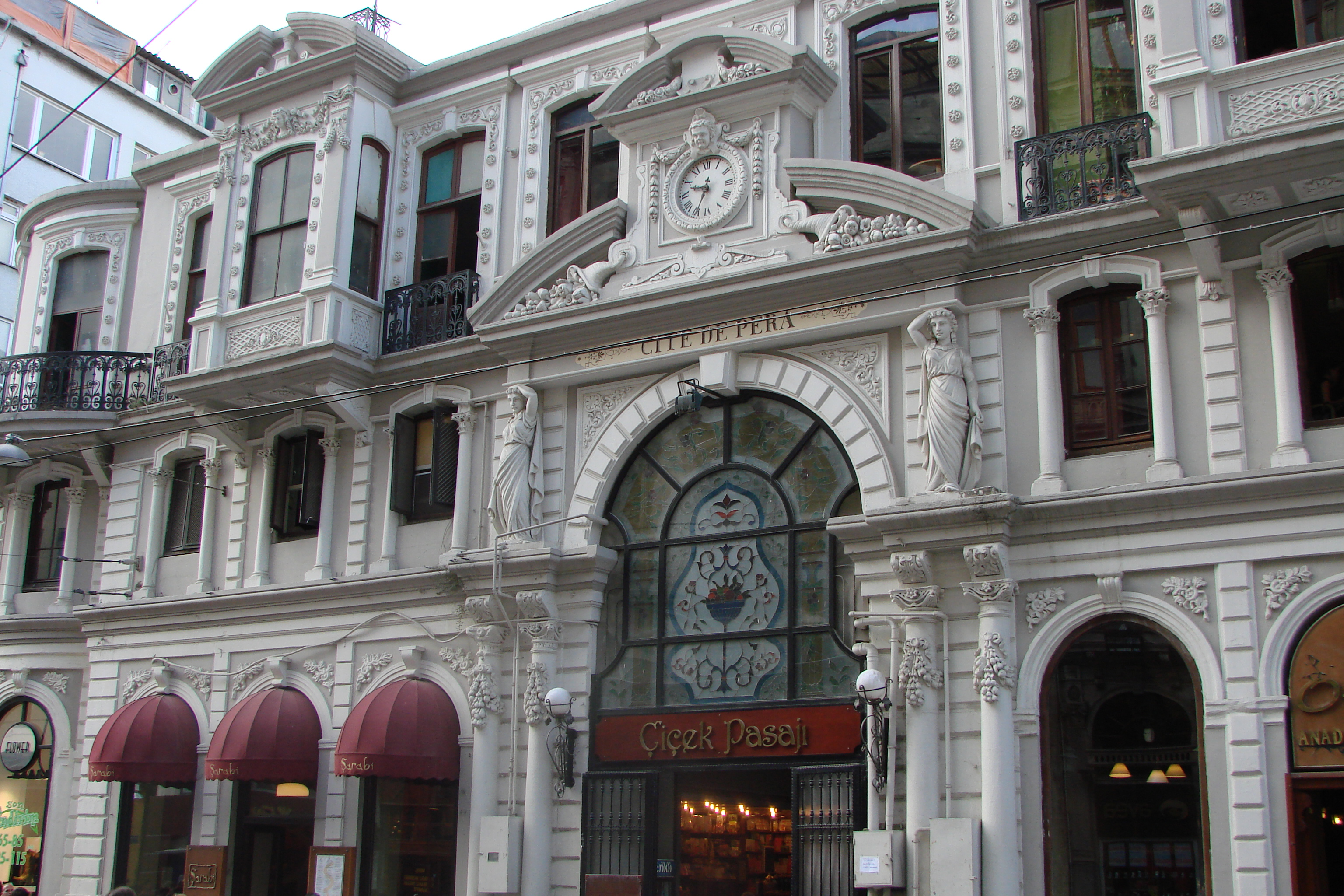
المدخل الرئيسي لـ Çiçek Pasajı (Cité de Péra) في شارع الاستقلال

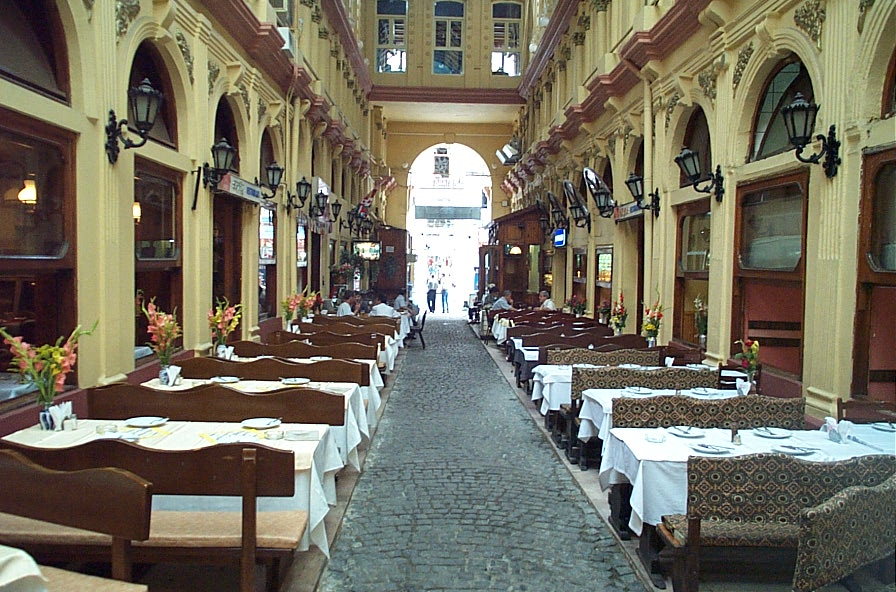
صف المطاعم الذي يواجه المدخل الرئيسي في شارع الاستقلال

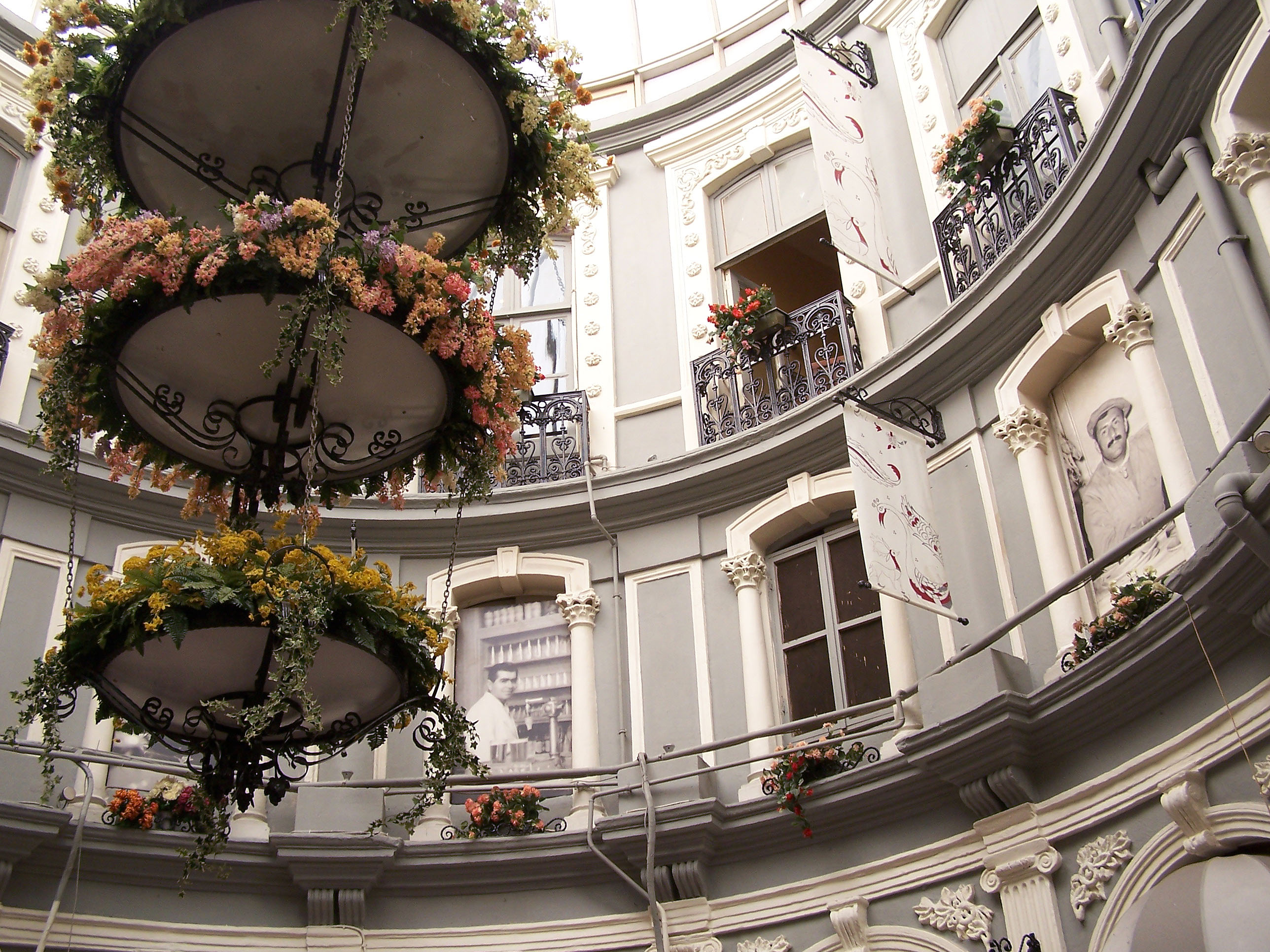
منظر القبة الزجاجية العلوي وسقف الردهة

معبر أو سوق الورد ( بالتركية: Çiçek Pasajı ) (الإنجليزية : Flower Passage) ، الذي كان يُطلق عليه في الأصل Cité de Péra ، هو ممر تاريخي مشهور ( غاليريا أو ممر ) في شارع الاستقلال في منطقة Beyoğlu في اسطنبول ، تركيا . الممر ذو سقف مغلق وبه صفوف من المقاهي التاريخية وبيوت النبيذ والمطاعم ، ويربط شارع الاستقلال بشارع Sahne وله مدخل جانبي يفتح على Balık Pazarı (سوق السمك).

## تاريخ
كان مكان معبر الورد مستخدم كمسرح نعوم ، والذي تضرر بشدة بسبب حريق بيرا في عام 1870.    كان للمسرح أهمية تاريخية وذلك بسبب بزيارة المسرح بشكل متكرر من قبل السلاطين عبد العزيز وعبد الحميد الثاني ، واستضاف أوبرا جوزيبي فيردي Il Trovatore قبل دور الأوبرا في باريس. 
بعد حريق عام 1870 ، تم شراء المسرح من قبل المصرفي اليوناني العثماني Hristaki Zoğrafos Efendi ، وفي عام 1876 قام المهندس المعماري Kleanthis Zannos بتصميم المبنى الحالي ، والذي كان يسمى Cité de Péra أو Hristaki Pasajı (Hristaki Passage) في سنواته الأولى.  كان Yorgo'nun Meyhanesi (Yorgo's Winehouse) أول بيت نبيذ تم افتتاحه في المعبر. 
في عام 1908 ، اشترى الصدر الأعظم محمد سعيد باشا المبنى ، وأصبح يُعرف باسم Sait Paşa Pasajı (ممر سعيد باشا). 
بعد الثورة الروسية عام 1917 ، افتتح عدد من النساء الروسيات النبلاء الفقيرات ، بما في ذلك البارونة ، محلات لبيع الزهور هنا.  بحلول الأربعينيات من القرن الماضي ، احتلت متاجر الزهور معظم المبنى ، ومن هنا جاء الاسم التركي الحالي Çiçek Pasajı (ممر الزهور). 
بعد ترميم المبنى في عام 1988 ، أعيد افتتاحه كمعرض للحانات والمطاعم. 

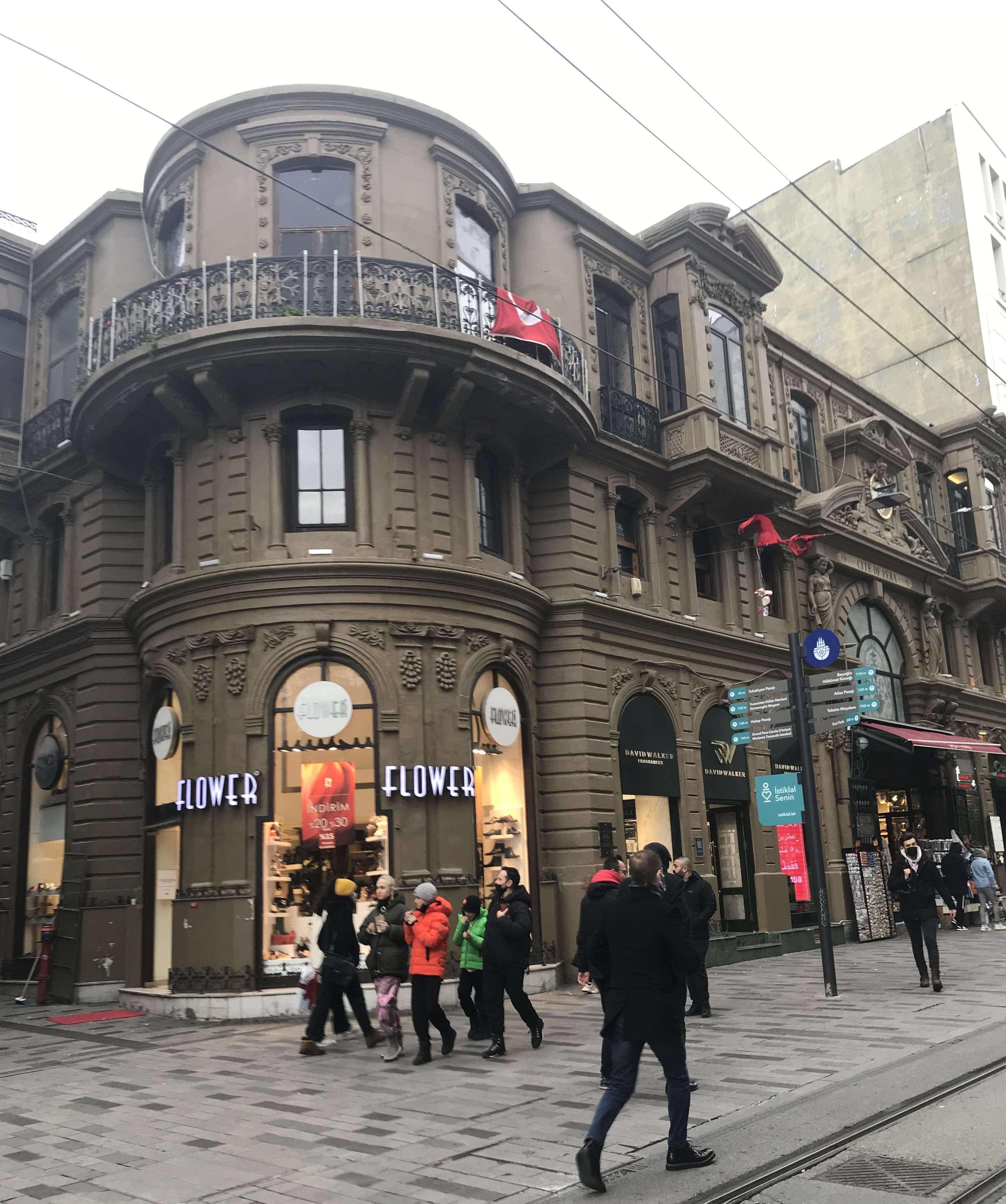
ممر الورد في اسطنبول بعد إعادة الطلاء ، يناير 2022

تم إجراء آخر ترميم في ديسمبر 2005  على الرغم من إعادة طلاءه مرة أخرى في عام 2022.

## أنظر أيضا
- مسرح نعوم

## روابط خارجية
- الموقع الرسمي لمعبر الورد
- معرض معبر الورد في فوتوبيديا

قالب:Beyoğlu